# Čini Jugoslovanske ljudske armade
Čini Jugoslovanske ljudske armade so bili v uporabi še v Teritorialni obrambi Jugoslavije, Zvezi rezervnih vojaških starešin Jugoslavije in v vseh drugih (para)vojaških organizacijah.

## Čini
| Vrhovni poveljnik | Maršal Jugoslavije1 (Maršal Jugoslavije - Маршал Југославије)                                                                                         | Maršal Jugoslavije1 (Maršal Jugoslavije - Маршал Југославије)                                                                                         | Maršal Jugoslavije1 (Maršal Jugoslavije - Маршал Југославије)                                                                                         |
| Višji častniki oz. Generali | General Jugoslovanske ljudske armade2 (General J.N.A. - Генерал Ј.Н.А.) (General Jugoslovenske narodne armije - Генерал Југословенске нардоне армије) | General Jugoslovanske ljudske armade2 (General J.N.A. - Генерал Ј.Н.А.) (General Jugoslovenske narodne armije - Генерал Југословенске нардоне армије) | General Jugoslovanske ljudske armade2 (General J.N.A. - Генерал Ј.Н.А.) (General Jugoslovenske narodne armije - Генерал Југословенске нардоне армије) |
| Višji častniki oz. Generali | General armade (General Armije) | General armade (General Armije) | Admiral flote (Admiral Flote) |
| Višji častniki oz. Generali | Generalpolkovnik3 (General-pukovnik) | Generalpolkovnik3 letalstva (General-pukovnik avijacije)                                                                                              | Admiral (Admiral) |
| Višji častniki oz. Generali | Generalpodpolkovnik (General-potpukovnik) | Generalpodpolkovnik letalstva (General-potpukovnik avijacije)                                                                                         | Viceadmiral (Vice Admiral) |
| Višji častniki oz. Generali | Generalmajor (General-major) | Generalmajor letalstva (General-major avijacije) | Kontraadmiral (Kontra Admiral) |
| Visoki častniki oz. Komandanti | Polkovnik (Pukovnik) | Polkovnik letalstva (Pukovnik avijacije) | Kapitan bojne ladje (Kapetan Bojnog Broda) |
| Visoki častniki oz. Komandanti | Podpolkovnik (Potpukovnik) | Podpolkovnik letalstva (Potpukovnik avijacije) | Kapitan fregate (Kapetan Fregate) |
| Visoki častniki oz. Komandanti | Major (Major) | Major letalstva (Major avijacije) | Kapitan korvete (Kapetan Korvete) |
| Nižji častniki oz. Komandirji | Stotnik 1. razreda, 1st class (Kapetan 1. klase) | Stotnik 1. razreda], 1st class letalstva (Kapetan 1. klase avijacije)                                                                                 | Poročnik bojne ladje (Poručnik Bojnog Broda) |
| Nižji častniki oz. Komandirji | Stotnik (Kapetan) | Stotnik letalstva (Kapetan avijacije) | Poročnik fregate (Poručnik Fregate) |
| Nižji častniki oz. Komandirji | Poročnik (Poručnik) | Poročnik letalstva (Poručnik avijacije) | Poročnik korvete (Poručnik Korvete) |
| Nižji častniki oz. Komandirji | Podporočnik (Potporučnik) | Podporočnik letalstva (Potporučnik avijacije) | Podporočnik (Potporučnik) |
| Podčastniki | Praporščak 1. razreda (Zastavnik 1. klase) | Praporščak 1. razreda letalstva (Zastavnik 1. klase avijacije)                                                                                        | Praporščak 1. razreda (Zastavnik 1. klase) |
| Podčastniki | Praporščak (Zastavnik) | Praporščak letalstva (Zastavnik avijacje) | Praporščak (Zastavnik) |
| Vodniki | Višji vodnik 1. razreda (Stariji vodnik 1. klase) | Višji vodnik 1. razredaletalstva (Stariji vodnik 1. klase avijacije)                                                                                  | Višji vodnik 1. razreda (Stariji vodnik 1. klase) |
| Vodniki | Višji vodnik (Stariji vodnik) | Višji vodnik letalstva (Stariji vodnik avijacije) | Višji vodnik (Stariji vodnik) |
| Vodniki | Vodnik 1. razreda (Vodnik 1. klase) | Vodnik 1. razreda letalstva (Vodnik 1. klase avijacije)                                                                                               | Vodnik 1. razreda (Vodnik 1. klase) |
| Vodniki | Vodnik (Vodnik) | Vodnik letalstva (Vodnik avijacije) | Vodnik (Vodnik) |
| Vojaki, letalci, mornarji | Nižji vodnik (Mlađi vodnik) | Nižji vodnik letalstva (Mlađi vodnik avijacije) | Nižji vodnik (Mlađi vodnik ) |
| Vojaki, letalci, mornarji | Desetnik (Desetar) | Desetnik letalstva (Desetar avijacije) | Desetnik (Desetar) |
| Vojaki, letalci, mornarji | Poddesetnik (Razvodnik) | Poddesetnik letalstva (Razvodnik avijacije) | Poddesetnik (Razvodnik) |
| 1 Maršal Jugoslavije je bil častni naziv Vrhovnega poveljnika oboroženih sil in ni bil vojaški čin. Prvi in edini nosilec je bil Josip Broz Tito. 2 General JLA je bil najvišji vojaški čin JLA, ki pa ni bil nikoli podeljen. General Ivan Gošnjak (kot obrambni minister) je bil predlagan, a nikoli ni bil povišan. 3 Čin generalpodpolkovnika je bil uveden leta 1952; zamenjal je predhodni čin Generalporočnik oz. Generallajtnant. | | | |